# Abstención (derecho)
La abstención es la figura jurídica que trata de garantizar la imparcialidad y objetividad de los procedimientos administrativos y judiciales, de acuerdo al cual, en determinados casos, las personas intervinientes se deben abstener de actuar en esos procedimientos. 
El deber de abstención en los casos de interés personal de un empleado público que tiene conocimiento o decisión sobre un determinado procedimiento, tiene su fundamento como medida de precaución y prevención para evitar un riesgo de parcialidad en la actuación pública. Independientemente de que la resolución que se hubiera producido de participar en el procedimiento hubiera podido ser plenamente respetuosa con la imparcialidad y pulcritud de los fines públicos y con pleno sometimiento a la Ley. También es independiente el deber de abstención de que si la actuación del funcionario público hubiera provocado alguna infracción del ordenamiento, los actos serían ilegales y anulables en virtud de esas violaciones normativas.
La mayor regulación del deber de abstención se debe considerar un reflejo de la preocupación creciente de las sociedades para garantizar el comportamiento adecuado de los empleados públicos y dificultar la corrupción de las instituciones públicas,
La abstención, que está emparentada con la institución de la recusación. Aunque se trata de un concepto jurídico más moderno que este, comprende un concepto más amplio, al englobarla como una de sus implicaciones, siendo pues la recusación una de las secuelas de la abstención.
En todas las regulaciones de la recusación y de la abstención, en el ámbito judicial como en el administrativo, requieren una decisión por parte de un órgano superior a aquel del que sea titular la persona en deber de abstención, o del que se fije como competente a tal efecto. Surgiendo de esta manera un procedimiento incidental.